# 86-os busz (Budapest)
A budapesti 86-os jelzésű autóbusz Újbuda, Függetlenségi park és Óbuda, Bogdáni út között közlekedett. A járatot a Budapesti Közlekedési Zrt. üzemeltette. A járműveket az Óbudai és a Kelenföldi autóbuszgarázs állította ki.

## Története
1965. január 18-án 86-os jelzéssel indítottak új járatot az óbudai Miklós utcától a Kosztolányi Dezső térig a Korvin Ottó utca – Lajos utca – Zsigmond tér – Árpád fejedelem útja – Batthyány tér – Clark Ádám tér – Gellért tér – Schönherz Zoltán utca – Bocskai út útvonalon. 1970. január 15-étől az 56-os és 60-as vonalak mellett a 86-os járaton kezdte meg működését az újonnan létesített Óbudai garázs Ikarus 620-as autóbuszokkal. 1970. május 3-án 186-os jelzéssel gyorsjárat indult az alapjárattal megegyező végállomások között és útvonalon. A Fő utca egyirányúsítása miatt 1972. december 23-ától Óbuda felé a Jégverem utcánál letérve a Bem rakparton járt. 1977. január 3-ától a gyorsjárat 86-os jelzéssel közlekedett. 1982. október 26-án a Miklós utcai végállomás megszűnése miatt a gyorsjárattal együtt az új Bogdáni út végállomásig hosszabbították. 1995. június 9-én megszűnt a 86-os jelzésű gyorsjárat. 2007. május 2-ától a Kosztolányi Dezső tértől Újbuda, Függetlenségi parkhoz hosszabbították.
2011. március 23. és november 30. között egy MAN Lion’s City GL típusú buszt tesztelt a BKV ezen a vonalon.

### Utastájékoztató rendszer
2006-ban minden ott közlekedő Volvo 7700A típusú buszba GPS berendezést szereltek be. A 86-os vonalán néhány megállóhelyet – többek között a Batthyány tér, a budai hídfőnél lévő Margit híd megállóhelyet – átépítettek. Ezeken a megállóhelyeken – Budapesten először, kísérleti jelleggel – az utastájékoztatás egy új formáját vezették be. 

### Megszűnése
A budai fonódó villamoshálózat átadásakor megszűnt, utolsó üzemnapja 2016. január 15-én volt. A járaton délután nosztalgiajáratként Ikarus 180-as busz is közlekedett, az utolsó menetet pedig egy óbudai Ikarus 280-as busz teljesítette. A forgalmát 2023-ig az Óbuda, Bogdáni út és a Batthyány tér között az új 109-es busz vette át. A párhuzamos 9-es buszhoz képest jóval ritkább követéssel, valamint a Kolosy tértől Óbuda, Bogdáni útig meghosszabbították a csúcsidőben üzemelő 111-es buszt. A Batthyány tértől délre elsősorban a Budai felső rakparton közlekedő, Bécsi út / Vörösvári útig meghosszabbított 19-es (csúcsidőben sűrítve) a 41-es villamos páros pótolja. A belső Budafoki úti egykori szakaszán pedig a 133E busz jár helyette. Az újraindított 17-es villamos pedig a Széll Kálmán téren, az Alkotás utcán át és a BAH csomóponton keresztül a Fehérvári út végén lévő Savoya Parkig jár Óbuda és Újbuda között.
2022. július 10-én egy napig újra közlekedett R86-os jelzéssel retrójáratként. A vonalon a BPO-477 forgalmi rendszámú ráncajtós retró Ikarus 280-as csuklós busz járt.

## Útvonala
| Óbuda, Bogdáni út felé | Újbuda, Függetlenségi park felé |
| --- | --- |
| Újbuda, Függetlenségi Park vá. – Bocskai út – Kosztolányi Dezső tér – Bocskai út – Október huszonharmadika utca – Budafoki út – Szent Gellért tér – Szent Gellért rakpart – Döbrentei tér – Attila út – Apród utca – Ybl Miklós tér – Lánchíd utca – Clark Ádám tér – Fő utca – Jégverem utca – Bem rakpart – Batthyány tér – Bem rakpart – Bem József tér – Bem rakpart – Árpád fejedelem útja – Zsigmond tér – Lajos utca – Pacsirtamező utca – Flórián tér – Szentendrei út – Bogdáni út – Óbuda, Bogdáni út vá. | Óbuda, Bogdáni út vá. – Bogdáni út – Szentendrei út – Flórián tér – Pacsirtamező utca – Lajos utca – Zsigmond tér – Árpád fejedelem útja – Bem rakpart – Bem József tér – Fő utca – Clark Ádám tér – Lánchíd utca – Ybl Miklós tér – Apród utca – Szarvas tér – Krisztina körút – Döbrentei tér – Szent Gellért rakpart – Szent Gellért tér – Budafoki út – Október huszonharmadika utca – Bocskai út – Kosztolányi Dezső tér – Bocskai út – Újbuda, Függetlenségi Park vá. |

## Megállóhelyei
| 0  | Óbuda, Bogdáni út végállomás          | 36 | 9, 118                                                                                          |
| 1  | Bogdáni út                            | ∫  | 9, 34, 106, 118, 134, 226                                                                       |
| 3  | Raktár utca                           | 34 | 9, 34, 106, 118, 134, 226                                                                       |
| 4  | Flórián tér                           | 33 | 1 9, 29, 34, 106, 118, 134, 137, 218, 226, 237 800, 801, 805, 810, 815, 820, 830, 831, 832, 840 |
| 5  | Kiscelli utca                         | 31 | 9, 29                                                                                           |
| 7  | Tímár utca                            | 29 | 9, 29                                                                                           |
| ∫  | Nagyszombat utca                      | 28 | 9, 29                                                                                           |
| 9  | Galagonya utca                        | ∫  | 9, 17, 160, 260, 260A                                                                           |
| 10 | Kolosy tér                            | 27 | 9, 17, 29, 65, 65A, 111, 160, 165, 260, 260A                                                    |
| 11 | Zsigmond tér                          | 25 | 9, 17, 160, 260, 260A                                                                           |
| 13 | Császár-Komjádi uszoda                | 24 | 9, 17, 160, 260, 260A                                                                           |
| 15 | Margit híd, budai hídfő H             | 22 | 4, 6 9, 17, 26, 91, 160, 191, 226, 260, 260A, 291                                               |
| 17 | Bem József tér                        | 20 | 17, 160, 260, 260A                                                                              |
| ∫  | Kacsa utca                            | 19 | 17, 160, 260, 260A                                                                              |
| 19 | Batthyány tér M+H                     | 18 | 11, 17, 39, 111, 160, 260, 260A                                                                 |
| 20 | Szilágyi Dezső tér                    | ∫  | 17                                                                                              |
| ∫  | Halász utca                           | 16 | 17                                                                                              |
| 22 | Clark Ádám tér                        | 14 | 19, 41 16, 17, 105 Budavári sikló                                                               |
| 23 | Várkert Bazár                         | 13 | 18, 19, 41 5, 17, 178                                                                           |
| 24 | Döbrentei tér                         | ∫  | 18 5, 8, 17, 110, 112, 178, 239                                                                 |
| 26 | Rudas Gyógyfürdő                      | 11 | 7, 17, 107, 233 18, 19, 41                                                                      |
| ∫  | Szent Gellért tér M                   | 9  | 7, 17, 107, 133, 233 18, 19, 41, 47, 48, 49                                                     |
| 28 | Szent Gellért tér M                   | 8  | 7, 17, 107, 133, 233 18, 19, 41, 47, 48, 49                                                     |
| 30 | Budafoki út / Karinthy Frigyes út     | 6  | 33, 233 6                                                                                       |
| 31 | Budafoki út / Szerémi sor             | 6  | 33, 133, 153, 154, 212, 233 4                                                                   |
| 33 | Újbuda-központ M                      | 4  | 33, 53, 150, 153, 153A, 154, 212, 252 4, 18, 41, 47, 48 1251, 1253                              |
| 35 | Kosztolányi Dezső tér                 | 2  | 7, 53, 107, 114, 150, 153, 153A, 154, 212, 213, 214, 240, 252 19, 49                            |
| 37 | Vincellér utca                        | 0  | 53, 150, 212, 252                                                                               |
| 39 | Újbuda, Függetlenségi park végállomás | 0  |                                                                                                 |

## Képgaléria

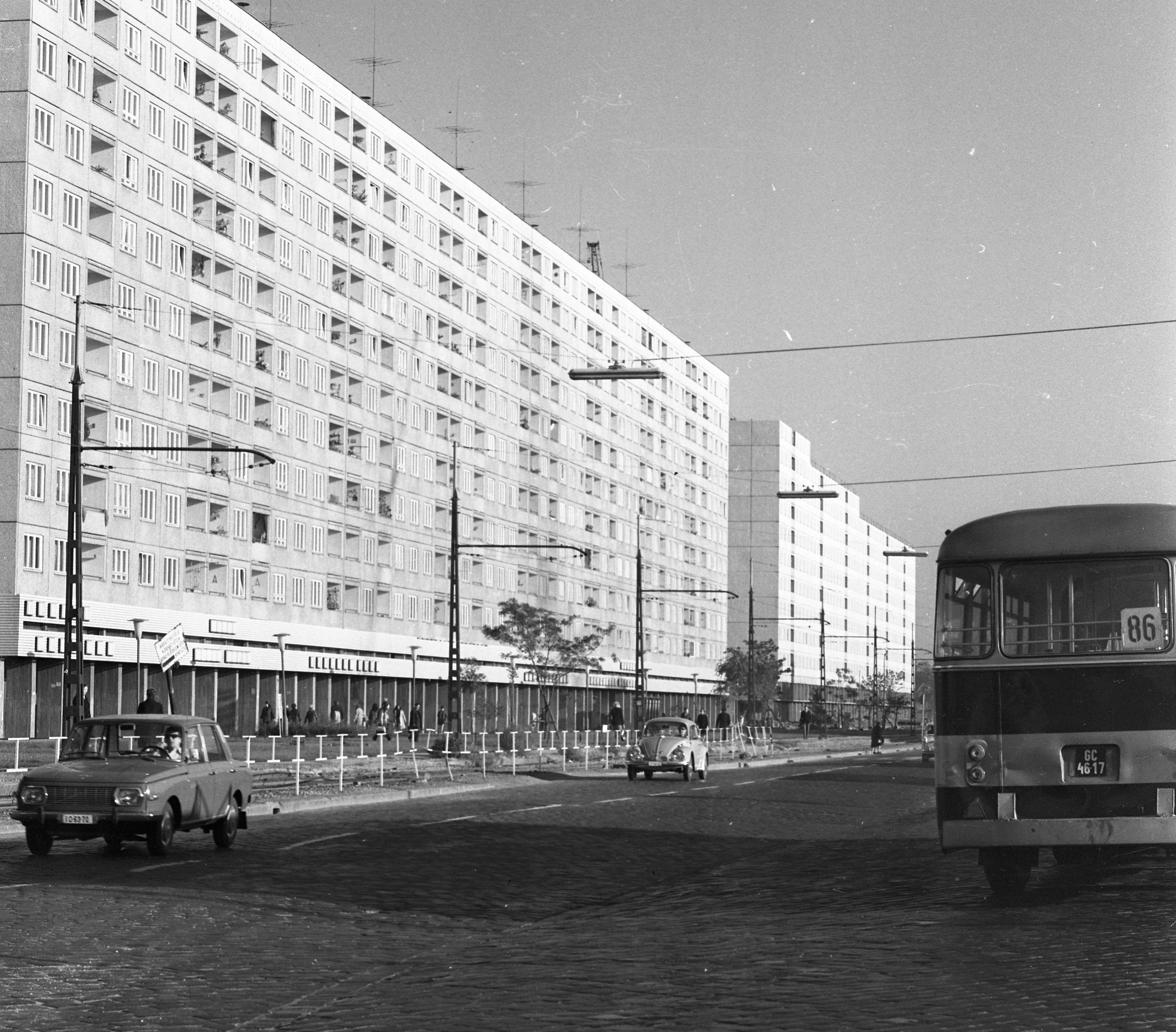
Ikarus 180-as busz Óbudán 1972-ben
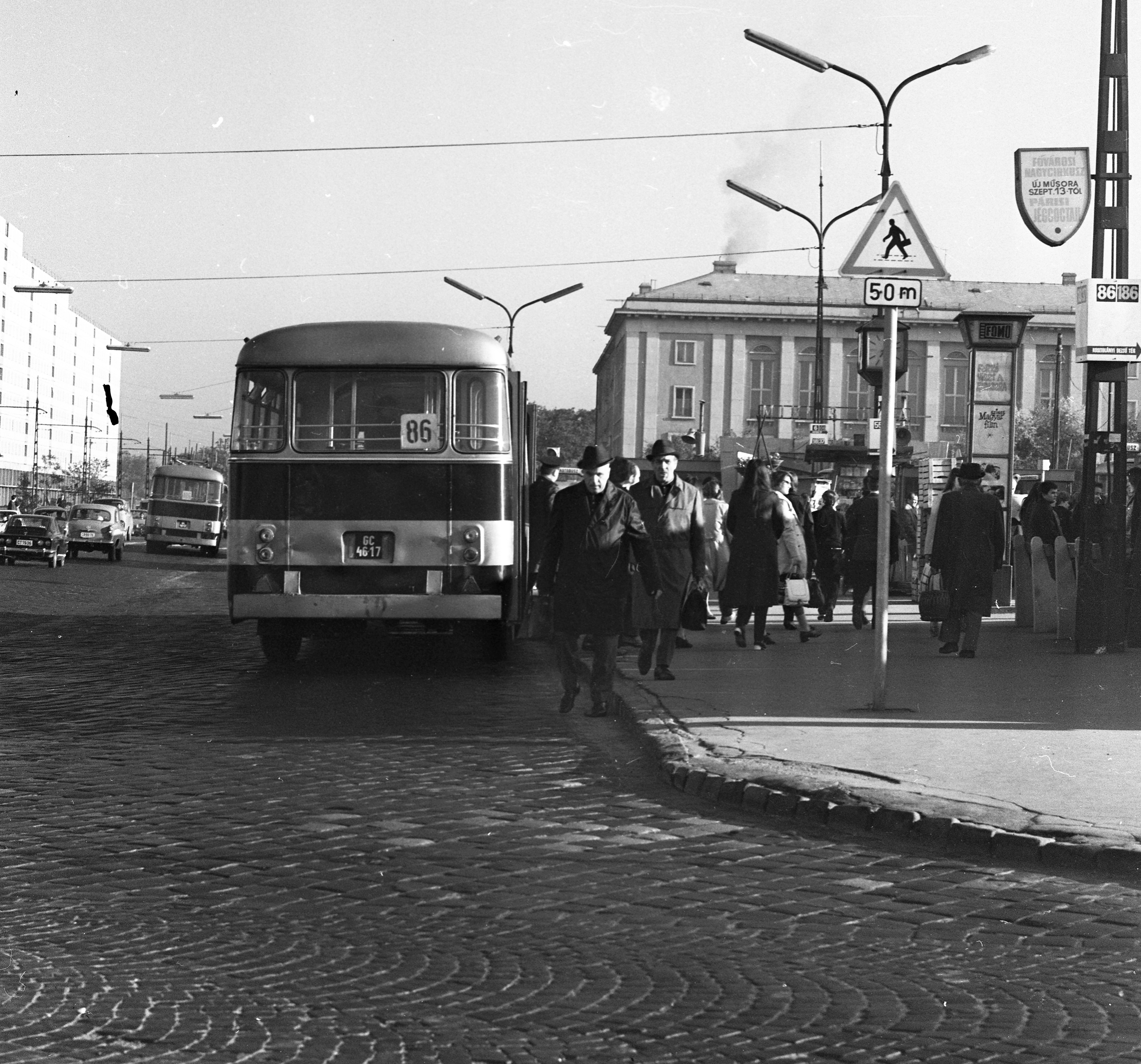
A Miklós utcai végállomás
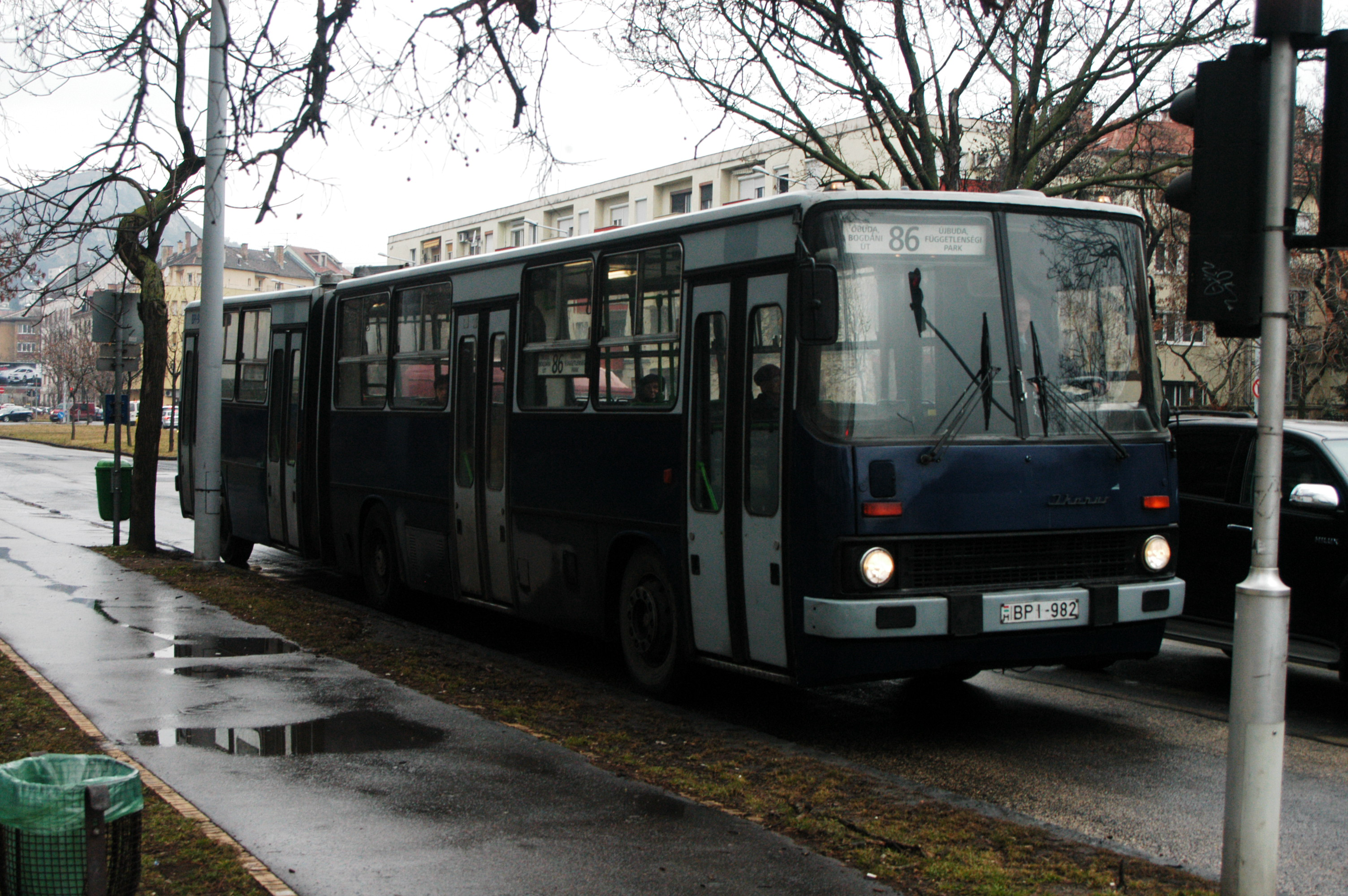
Ikarus 280-as busz az újbudai végállomáson
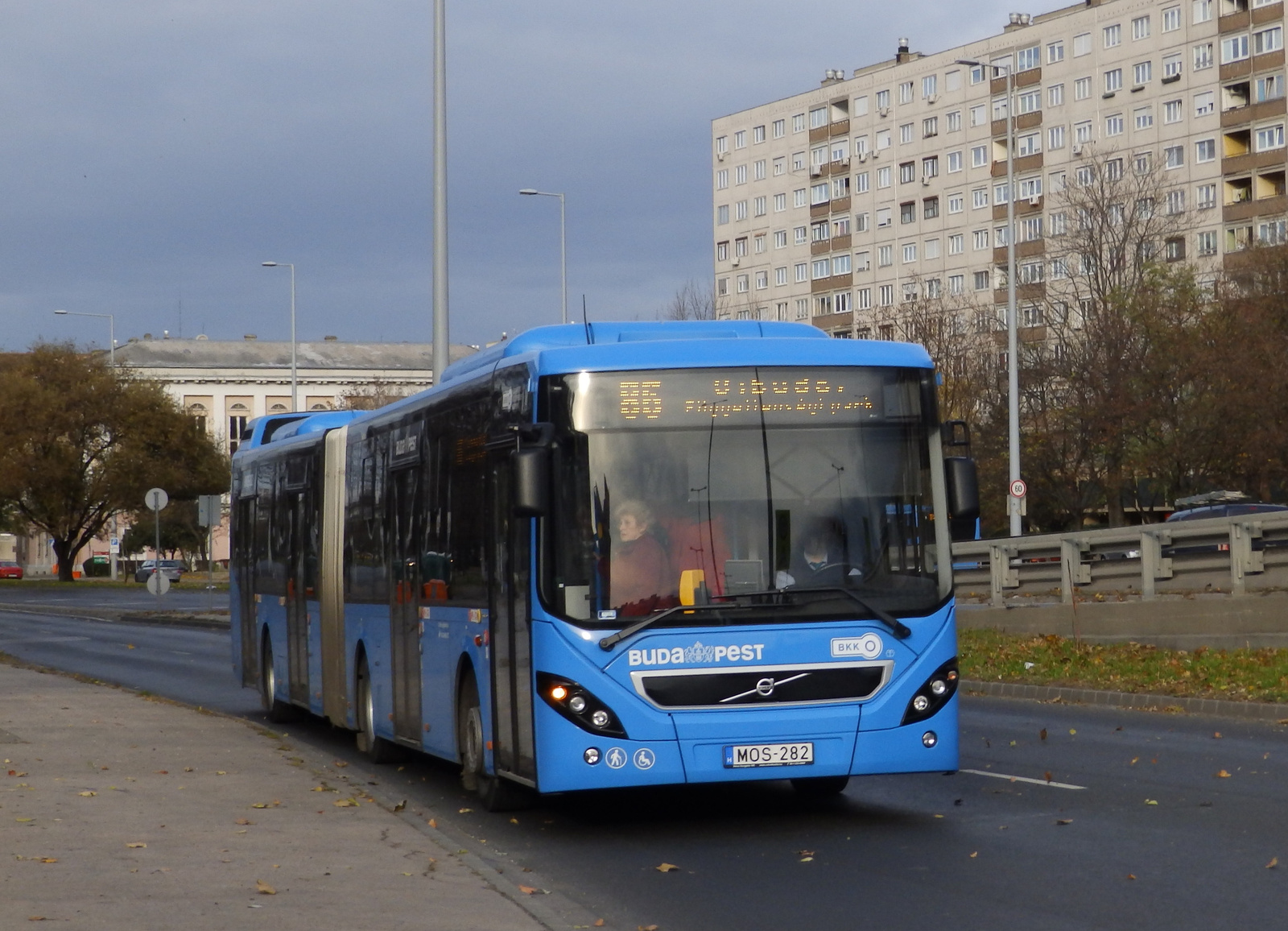
Volvo 7900A Óbudán